# 에피고노이
에피고노이(고대 그리스어: Ἐπίγονοι, 후손)는 그리스 신화에서 《테바이드》의 주제인 1차 테바이 전쟁에서 전사한 아르고스 영웅들의 아들들로, 1차 테바이 전쟁은 폴리네이케스와 여섯 동맹 장수 (테바이를 공격한 일곱 장수)가 폴리네이케스의 형제 에테오클레스가 약속한 왕위 계승을 거부하자 테바이를 공격한 전쟁이다. 2차 테바이 전쟁은 에피고노이의 전쟁이라고도 부르며, 1차 테바이 전쟁 10년 후, 에피고노이가 아버지들의 복수를 하고자 테바이를 공격한 전쟁이다. 이 전쟁은 1차 테바이 전쟁과 반대로 공격한 장수들이 테바이를 함락시키지만, 과거의 일곱 장수 중 유일하게 전투에서 살아남은 아드라토스의 아들 아이기알레우스는 전투에서 죽는다.
아폴로도로스의 《비블리오테케》에 따르면 에피고노이는 다음과 같다.
- 아드라토스의 아들, 아이기알레우스
- 암피아라오스의 아들, 알크메온
- 암피아라오스의 아들, 암필로코스
- 티데우스의 아들, 디오메데스
- 메키스테우스의 아들, 에우리알로스
- 파르테노파이오스의 아들, 프로마코스
- 카파네우스의 아들, 스테넬로스
- 폴리네이케스의 아들, 테르산드로스

파우사니아스는 에우리알로스 대신 히포메돈의 아들, 폴리도로스를 넣기도 한다.

## 전쟁
아폴로도로스와 파우사니아스의 저서에는 에피고노이의 전쟁 이야기에 대해서 이야기하고 있으며, 일부 측면에는 설명에 차이가 있다. 아폴로도로스에 따르면, 델포이 신탁에서 알크메온이 대장이 될 경우 전쟁에서 승리할 것이라고 전하였으며, 실제로 그렇게 되었다. 아이기알레우스는 에테오클레스의 아들, 라오다마스에게 죽었으나, 알크메온이 라오다마스를 죽였다. 테바이인들은 패배하였고, 예언자 테이레시아스의 조언에 따라 도시에서 도망쳤다. 그러나, 파우사니아스는 테르산드로스가 대장이었으며, 라오다마스는 테바이의 생존자들과 함께 테바이에서 도망쳤고, 테르산드로스가 테바이의 왕이 되었다고 전한다.